# Miðfellstindur
Miðfellstindur är en bergstopp i republiken Island. Den ligger i regionen Austurland, 300 km öster om huvudstaden Reykjavík. Toppen på Miðfellstindur är 830 meter över havet.
Närmaste större samhälle är Höfn, omkring 11 kilometer sydväst om Miðfellstindur.